# 奈良県立山辺高等学校
奈良県立山辺高等学校（ならけんりつ やまべ こうとうがっこう、英: Nara Prefectural Yamabe High School）は、奈良県奈良市都祁友田町に所在する県立高等学校。

## 概要
2024年（令和6年）度より、ライフル射撃部が、奈良県教育委員会より、部活動等に力を入れている学校を重点的に支援する「スポーツ・文化活動推進校」の指定を受け、それぞれの部活動に詳しい専門性の高い教員が顧問等として継続的に配置されている。

### 建学精神
「開拓魂」は、1935年（昭和10年）に前身である、地域を担う青年を育成する目的で開かれた修練所豊農塾の建学精神である。山林を切り拓き、幾多の困難をも乗り越え、新しいことに挑戦し続けるいう思いが込められ、現在まで脈々と受け継がれてきている言葉である。

### スクール・ミッション
総合学科高等学校教育の特色を継承し、一人一人の生徒の個性・可能性を伸ばし、「自分らしさ」を育てる教育を展開し、地域社会に貢献できる力を育成する。

### 教育方針

#### アドミッション・ポリシー
共通項目
1. 自己の能力を積極的に高めようとする意欲のある生徒。
2. 各教科の学習に興味を持ち、進路実現に向け努力する生徒。
3. 進路実現に向けた資格取得に意欲的な生徒。
4. 科学的な視野を持ち、幅広く物事をとらえることのできる生徒。

普通科項目
1. 生涯にわたり豊かなスポーツライフを継続する意欲的な生徒。（スポーツ探究コース）
2. 英語力を生かし、国際的な視野を広げる意欲的な生徒。（キャリア探究コース）
3. 多様な分野で主体的に行動できる職業人となる意欲的な生徒。（キャリア探究コース）
4. 食生活など家庭生活に関心を持ち、知識・技術の習得に励む生徒。（キャリア探究コース）

農業科項目
1. 農業による地域活性化に取り組む強い意志を持った生徒。（生物科学探究科・自立支援農業科）
2. 安全・安心な農業生産に関心があり、体験学習に意欲的な生徒。（生物科学探究科・自立支援農業科）
3. 伝統産業の継承や栽培技術に関心があり、学習意欲に富む生徒。（生物科学探究科・自立支援農業科）
4. 一般就労を目標とし、社会的自立に向かう意欲のある生徒。（自立支援農業科）[3]

#### カリキュラム・ポリシー
普通科項目
1. スポーツ実践に通ずる専門性のある授業、栄養学や倫理学、よりレベルの高い内容の体育実技についての学びを提供する。(スポーツ探究コース)
2. 実用的な英語力と、上級学校への進学に対応できる英語力を身に付ける。(キャリア探究コース)
3. 旬の野菜や地域の食材などを使って実習をし、栄養に関する知識を身に付ける。(キャリア探究コース)
4. コンピュータや情報通信ネットワークなどの情報機器を活用する実習を多く取り入れ「情報活用能力」の育成を図る。(キャリア探究コース)

農業科項目
1. 農場での実習を通して、教科書だけではない実践的な知識・技術を身に付ける。(生物科学(探究)科)
2. 動物と人間の関わりを理解し、動物管理についての知識や技術を習得する。(生物科学(探究)科)
3. 野菜・草花・茶について実際に畑や温室、茶園で栽培管理を学ぶ。(生物科学(探究)科)
4. 知的障害のある生徒を対象として、普通教科や農業についての探究的な学びを提供する。(自立支援農業科)
5. 個々の障害の状態や個性に応じ、社会的自立に向けた学びを提供する。(自立支援農業科)
6. 就業体験の機会を多く設定することで、将来の社会的自立に向けた経験の場を提供する。(自立支援農業科)[3]

#### グラデュエーション・ポリシー
普通科項目
1. 生涯にわたり豊かなスポーツライフを継続することができる。(スポーツ探究コース)
2. 個としてのスキルアップはもちろん、リーダーシップや協調性、規範意識などを向上させることができる。(スポーツ探究コース)
3. 英語を通して世界に目を向けることができ、広い視野を持つことができる。(キャリア探究コース)
4. 栄養の基礎的・基本的な知識を学習し、食事管理に関する心構えを持つことができる。(キャリア探究コース)
5. 商業科と情報科の基礎・基本的な知識と技術を習得し、ビジネスに対する心構えを持つことができる。(キャリア探究コース)

農業科項目
1. 農業についての基礎的・基本的な事項を理解し、活用できる。(生物科学(探究)科・自立支援農業科)
2. 人や動物を大切にする思いやりを持つことができる。(生物科学(探究)科・自立支援農業科)
3. 地域社会に貢献でき、意欲を持って行動できる。(生物科学(探究)科・自立支援農業科)[3]

#### 校訓
- 「友愛」- 個性を尊重し、心のつながりを大切にする人間
- 「努力」- 常に粘り強い意志と、実行力を大切にする人間
- 「創意」- 未来につながる希望と創造性を大切にする人間[1]

## 沿革

### 略歴
1935年（昭和10年）に開設の農村青年向け「豊農塾」を源流としている。前身は組合山辺農学校で、1946年に組合が旧都祁村に設置した実業学校である。1948年の学制改革により農学校が廃止され、代わりに新制の奈良県立山辺農業高等学校が設置された。同年9月、公立高の統合・再編により、いわゆる高校三原則に基づく総合制高校（普通科・農業科・家庭科）となった。
1995年（平成7年）に、学科改編に伴い総合学科を新設し、2年後の1997年に従来の普通科・農業科・家庭科を閉科、廃止した。奈良県の公立で唯一の総合学科高校となったが、16年後の2013年に、学科再改編に伴って普通科と生物科学科（農業に関する学科）を開設した。総合学科は2015年に閉科、廃止されたが、学科再々改編に伴い、2024年に再度開設された。　　

### 年表
- 1935年4月2日 - 農村青年修練場「豊農塾」が開塾
- 1938年4月1日 - 奈良県に移管される
- 1939年8月1日 - 満州移民訓練所を併置
- 1946年4月16日 - 「組合立山辺農学校」（実業学校）が開校
- 1948年
  - 4月1日 - 学制改革（六・三・三制の実施）により、農学校が廃止。新制の高等学校「奈良県立山辺農業高等学校」が発足。
  - 9月1日 - 高校三原則に基づく公立高等学校の統合・再編により、総合制の奈良県立山辺高等学校が発足。通常制普通課程・農業課程・家庭課程を設置。
  - 12月1日 - 本館が完成し、使用を開始。この日を創立記念日とする
- 1949年2月1日 - 波多野分校を設置
- 1950年
  - 3月1日 - 東里分校を設置。
  - 7月18日 - 校章を制定
- 1956年3月31日 - 波多野分校を「山添分校」に改称。東里分校を奈良県立榛原高等学校に移管
- 1969年3月31日 - 本館が新築完成
- 1973年3月31日 - 運動場を拡張。格技室が完成
- 1974年
  - 3月31日 - 寄宿舎と食堂が完成。
  - 12月20日 - 農機具実習室、車庫、燃料庫が完成
- 1976年12月25日 - 体育館を改築
- 1978年12月31日 - 第2運動場が完成
- 1981年3月19日 - 北館を改築
- 1982年10月30日 - ライフル射撃練習場が完成
- 1984年3月30日 - 新校門が完成
- 1987年3月10日 - 西館（特別教室棟）が完成
- 1991年（平成3年）3月25日 - 製茶実習室を改築
- 1992年3月31日 - 寄宿舎を閉鎖
- 1994年11月4日 - 情報処理基礎実習室と多目的情報処理室が完成
- 1995年4月1日 - 普通科・農業科・家庭科の募集を停止し、総合学科を新設
- 1996年
  - 3月31日 - 総合学科関連施設（学習センター、生物工学棟、自動車整備棟、福祉室等）が完成。
  - 11月20日 - 同窓会館「山翠庵」が完成。
  - 12月1日 - 創立50周年を記念して校歌碑を建立。
- 1997年
  - 2月27日 - 校訓碑を建立。
  - 3月28日 - Ship21事業の一環として「山辺ふれあいパーク」が完成。
  - 3月31日 - 普通科・農業科・家庭科を廃止。
- 1998年10月31日 - 格技場を改築
- 2000年11月7日 - 体育館を改築
- 2003年1月19日 - 第1回総合学科発表会を開催
- 2013年4月1日 - 総合学科の募集を停止し、普通科（「学びの開拓コース」、「生活文化コース」）と生物科学科を新設（普通科と農業に関する学科が16年ぶりに復活[4][5]）
- 2015年3月31日 - 総合学科を廃止
- 2016年
  - 4月1日 - 奈良県立高等養護学校山辺分教室を併設。
  - 12月1日 - NPO法人「大和高原やまべの開拓魂を知ってください」を設立。
  - 12月3日 - 創立70周年記念事業及び記念式典を挙行。
- 2017年10月1日-学校運営協議会（コミュニティスクール）を設立。
- 2022年（令和4年）4月1日 - 普通科（「スポーツ探究コース」、「キャリア探究コース」）、生物科学探究科、自立支援農業科を設置。本館が竣工。
- 2024年4月1日 - 全日制総合学科、農業探究科、通信制普通科を設置。

## 基礎データ

### 所在地
- 奈良県奈良市都祁友田町937番地

### 通学区域
- 奈良県内全域
- 設定無し[注釈 1]

### アクセス
- 奈良交通山辺高校停留所より北東すぐ

#### 自動二輪車通学
- 通学条件を満たせば、許可を受けての自動二輪車通学も可能である。
- 許可を受ければ、自動二輪車免許（中免）の他に、自動車免許（3年生夏期休業以降の長期休業中のみ）の免許取得も可能。

#### 就労
許可を受けて、休日アルバイト（特別アルバイト）、長期休業中のアルバイトも可能である。

### 象徴

#### 校章
校章は1950年（昭和25年）に制定。創案は卒業生の高倉規作による。山に囲まれた輪郭の中心に「高」の字を配して、大和高原における文化の中心としての本校の存在を示し、「高」を囲む六つの峰は本校創立当時の旧山辺郡六ヶ村を表すとともに、中国故事にある六則（中・和・正・公・誠・通）を意味し、これを生活の規範 として六合（四方・上下）に伸びる若い力を象徴している。

#### 校歌
校歌は、歌詞は3番まであり、1番に校名の「山辺」が登場する。

#### 制服
2006年度入学生からデザインが変更された制服を着用する。

## 設置する課程、学科及び定員
- 全日制課程
  - 普通科
    - スポーツ探究コース - 80名（2024年度より生徒募集停止）
      - 馬術部およびライフル射撃部 - 12名上限

    - キャリア探究コース - 80名（2024年度より生徒募集停止）
      - 馬術部およびライフル射撃部 - 12名上限
- 総合学科
  - 総合学科 - 60名（募集人員60名；特色選抜；2024年度より生徒募集開始）
    - スポーツ系列
    - 調理被服系列
    - 商業情報系列
    - 文理総合系列
      - 馬術部およびライフル射撃部 - 9名上限（募集人員9名上限；特色選抜[注釈 2]；全国募集）

スポーツ系列、調理被服系列、商業情報系列、文理総合系列の4つの系列をまとめて、総合学科として募集する。
- 農業に関する学科
  - 生物科学探究科[注釈 3] - 40名（2024年度より生徒募集停止）
    - 馬術部およびライフル射撃部 - 6名上限

  - 農業探究科 - 20名（募集人員20名；特色選抜；2024年度より生徒募集開始）
    - 馬術部およびライフル射撃部 - 3名上限（募集人員3名上限；特色選抜[注釈 2]；全国募集）

  - 自立支援農業科[注釈 4] - 60名（募集人員20名；特色選抜；2022年度より生徒募集開始）
- 通信制課程
  - 普通科 - 150名（募集人員150名；通信制課程選抜；2024年度より生徒募集開始）

### 高等養護学校山辺分教室
2016年度より奈良県立高等養護学校山辺分教室が併設されている。2年次から受け入れ、農園芸コースの生徒が在校生と共に学習する。

### 生徒募集
地元の奈良市立都祁中学校、天理市立福住中学校、山添村立山添中学校の3校の生徒が、全体の4分の1以上を占めている。

#### 奈良県立高等学校入学者全国募集
該当する学科コースにおいて、以下の枠組みで特色選抜および二次募集で全国募集を実施する。
1. 高等学校入学後、馬術部またはライフル射撃部に所属し、選手として３年間継続して活動する意欲がある者[7]

## 教育課程

### 部活動
クラブ活動のライフル射撃部と馬術部は、高校総体（インターハイ）優勝した強豪であり、高校総体や国体の常連。

#### 運動部
- サッカー部
- 卓球部
- ゴルフ部
- 野球部
- バドミントン部
- バレーボール部
- 陸上競技部
- バスケットボール同好会

#### 文化部
- 茶道部
- 写真部
- 美術部
- 書道部
- 科学部

#### 部局
- ヒューマンライツクラブ
- 総合学科企画
- 吹奏楽部
- SSH連携

## 訴訟・裁判
男子サッカー部の元男子部員2人とその保護者が、同部監督からパワハラを受けて退寮、退部に追い込まれたなどとして、監督と、高校と提携して部や寮を管理するボスコヴィラサッカーアカデミーの運営会社「天平フーズ」に1100万円の損害賠償を求めて地裁に提訴。
2023年5月26日、奈良地方裁判所（太田雅之裁判官）は、監督のパワハラについては否定したが、一部指導が不法行為にあたるとして監督らに元部員1人に6万円を支払うよう命じた。もう1人の請求は棄却した。 裁判官は「指導の域を超えた違法なハラスメントとは評価できない」と判断する一方、元部員の1人が他部員からトイレ掃除を一人でさせられていたことを知りながら、監督が放置したとして「指導者として積極的に介入し、やめさせるべきだった」と述べ、不法行為と認定した。

## エピソード
- 2009年（平成21年）2月23日（月曜日）毎日放送（MBS）テレビ番組『ちちんぷいぷい』の「たむらけんじの学校に行こッ!」で紹介された。

## 高校関係者と組織

### 高校関係者組織
- 奈良県立山辺高等学校学校運営協議会 - 保護者、地域住民、校長、関係行政機関の職員の中から委嘱された委員による機関。学校運営及び当該運営への必要な支援に関して協議する。
- 奈良県立山辺高等学校同窓会 - 卒業生による同窓会組織
- 奈良県立山辺高等学校育友会 - 生徒保護者による保護者会組織で、会員は入会金及び年会費を納入する。
- 奈良県高等学校PTA協議会 - 奈良県立教育研究所内に事務局を置くPTA協議会。奈良県立山辺高等学校育友会の会員をもって会員とし、会員は単位PTA分担金として会費を納入する。

### 高校関係者一覧

#### 著名な出身者
芸能
- 森下裕美 - 漫画家「少年アシベ」（週刊ヤングジャンプ）

スポーツ
- 北島隆三 - 馬術選手、パリオリンピック銅メダリスト